# Rumunská ekologická strana
Rumunská ekologická strana (rumunsky Federația Ecologistă din România nebo Partidul Ecologist Român) je mimoparlamentní rumunská politická strana zaměřená na prosazování ochrany životního prostředí. Byla vytvořena v březnu 2003 sjednocením několika menších „zelených“ stran. Současným předsedou je Danuț Pop.
Je členem Evropské strany zelených.